# Drusipara
Drusipara (Drizipara, Druzipara) était une ville de Thrace (actuelle Turquie d'Europe), sur la route d'Andrinople à Byzance. Elle fut aussi appelée Mésène (Μεσσηνί). 
En 305, saint Alexandre le Romain y fut décapité. Une église lui était dédiée dans la ville, mais sous l’empereur Maurice Ier, Drusipara fut saccagée par Bayan, le Khagan des Avars, l’église brûlée et ses reliques détruites.
Elle fut le siège d'un évêché de la province d'Europe, dans le diocèse de Thrace ; parfois même d'un archevêché autocéphale, mentionné par exemple dans la notice épiscopale du pseudo-Épiphane de 650 ou de Léon au Xe siècle tout comme Arcadiopolis, Bizye ou Sélymbria,. 
Son nom a été utilisé comme siège titulaire de la province d'Europe et de l'exarchat de Thrace (aujourd'hui supprimé parmi ceux de Église catholique romaine).
Dès le XIe siècle, l'importance de la ville avait beaucoup diminué et le sultan Mourad Ier incorpora Mésène (Μεσσηνί) à son empire sous le nom turc de Misinlı. Vers 1432, Bertrandon de la Broquière la décrit ainsi : « Misini est une petite place fermée et n'y demeurent que Grecz », sauf son chef turc. En 1453, la femme de Lucas Notaras y mourut en esclavage. 
Au XVIe siècle, le sultan Bajazet II fit reconstruire une nouvelle ville, Büyük Karistiran, à quelques kilomètres à l’ouest, qui supplanta rapidement l'ancienne. 
Au XIXe siècle, il y eut encore un évêque catholique : Mgr Maxime Decelles.